# Biton lividus aristonemes
Biton lividus aristonemes es una subespecie de arácnido  del orden Solifugae de la familia Daesiidae.

## Distribución geográfica
Se encuentra en Eritrea.